# Махек, Антонин
Антонин Махек (чеш. Antonín Machek; 31 октября 1775[…], Храст или Подлажице — 18 ноября 1844[…], Прага, Австрийская империя[…] или Прага, Земли Чешской короны) — чешский художник-портретист.

## Биография
Антонин Махек родился 31 октября 1775 года в Подлажице. Его отец умер в 1785 году, когда Антонину было десять лет. Талант юноши к рисованию обнаружил епископ Градец-Кралове, который отправил его обучаться живописи к придворному художнику.
Первые работы выполнил в стиле барокко, однако позже овладел элементами неоклассицизма, и мастерски применял их в своём творчестве.
Когда его мать умерла в 1798 году, он продал семейный дом, переехал в Вену и поступил в Академию изобразительных искусств.
В 1813 году Антонин Махек переехал в Прагу, где женился, и вскоре стал популярным портретистом. Главными в его творчестве были портреты, которых он создал несколько сотен.
Он создал более 300 портретов. Сегодня многие из его работ, в том числе королевский цикл, изображающий историю монархии Австрии, находятся в коллекции Национальной галереи в Праге.
Антонин Махек умер 18 ноября 1844 года в городе Праге и был похоронен на Ольшанском кладбище столицы.

## Галерея
|  |  |  |  |